# مدیریت عملکرد
مدیریت عملکرد شامل فعالیت‌هایی است که رسیدن به اهداف به صورت مؤثر و مداوم و با شیوه‌ای کارآمد را فراهم می‌کند، که می‌تواند بر عملکرد یک سازمان، ساختمان، کارمندان یا حتی روند تولید یک محصول یا خدمت رسانی یا خیلی موارد دیگر متمرکز شود. همچنین مدیریت عملکرد به عنوان فرایند نظم‌دهی به منابع، سیستم و کارمندان سازمان‌ها برای اهداف و اولویت‌های استراتژیک (رزم ترفندی) هم شناخته می‌شود.
اوبری دانیلز مدیریت عملکرد را به عنوان عبارتی جامع در اواخر دهه ۱۹۷۰ مطرح کرد، تا فناوری (علوم به کار گرفته شده در روش‌های کاربردی) مدیریت کارکرد و نتایج (دو عنصر مهم آنچه که کارایی یا عملکرد خوانده می‌شود) را توصیف کند. تعریف رسمی مدیریت عملکرد به گفته دانیلز «یک سیستم مدیریتی داده گرای علمی است؛ که از سه عنصر اصلی اندازه‌گیری، بازخورد و تقویت مثبت تشکیل شده.»

## توسعه سازمانی
در توسعه سازمانی عملکرد را می‌توان به عنوان نتایج حقیقی در مقابل نتایج مطلوب در نظر گرفت. هرگونه اختلاف در حقیقی نسبت به مطلوب قسمت توسعه عملکرد را تشکیل می‌دهد.
در بسیاری مواقع، سازمان ها به اشتباه، مدیریت عملکرد را معادل ارزیابی کارکنان درنظر می گیرند. در حالی که مدیریت عملکرد فرآیندی است که هرچند ارزیابی عملکرد کارکنان را دربر می گیرد، ولی فعالیت های مهمی همچون هدف گزاری، پایش و بازخورد و پیگیری برای بهبود را نیز شامل می شود. 